# Steven Tronet
Steven Tronet, né le 14 octobre 1986 à Calais, est un coureur cycliste français. Professionnel de 2007 à 2018, il est champion de France sur route 2015. Son palmarès comprend également des victoires au classement général de la Ronde de l'Oise et au Grand Prix de Lillers-Souvenir Bruno Comini.

## Biographie

### Carrière cycliste

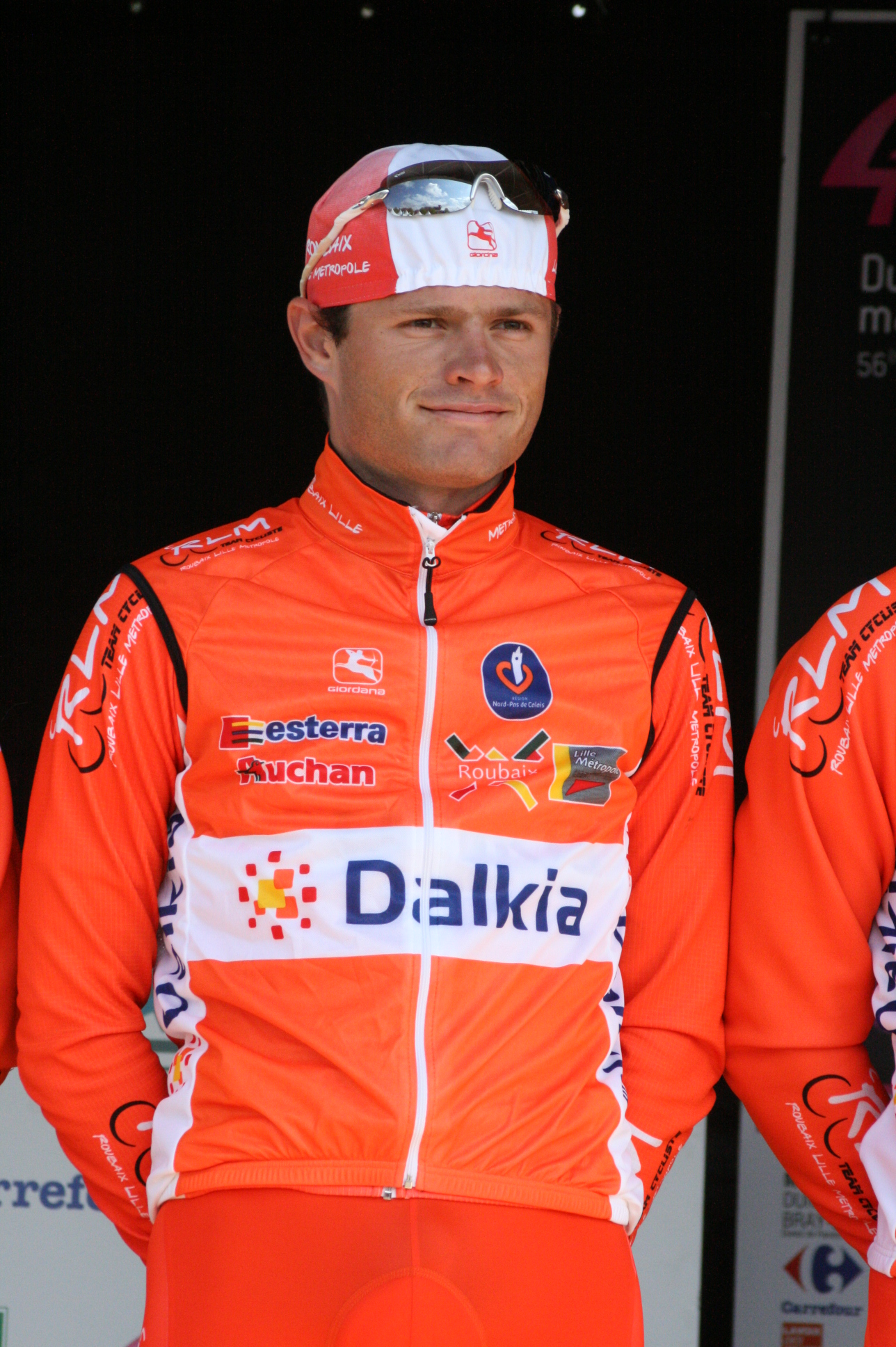
Steven Tronet lors des Quatre Jours de Dunkerque 2010.

#### 2007-2011: les débuts chez les professionnels avec Roubaix-Lille-Métropole
Originaire du Pas-de-Calais, Steven Tronet commence le cyclisme à l'UVC Calais puis il rejoint le VC Roubaix en mai 2005. Avec ce club, il gagne notamment le Grand Prix d'Assevent et celui de Gommegnies en 2006. 
En 2007,  il intègre la structure professionnelle que le VC Roubaix crée et devient un des premiers membres de l'équipe continentale Roubaix Lille Métropole. Pour ses débuts à ce niveau, il termine second du Trophée des champions derrière Kévin Lalouette, dixième du classement général des Quatre Jours de Dunkerque et deuxième d'une étape de Paris-Corrèze où il n'est devancé que par le Norvégien Edvald Boasson Hagen.
Alors que la formation Roubaix Lille Métropole est fortement remaniée en 2008, il est, avec Mickaël Larpe, l'un des deux coureurs à être conservé dans l'effectif. Il gagne cette année-là une étape de la Ronde de l'Oise. Il s'agit de sa première victoire dans une course inscrite au calendrier de l'UCI Europe tour.
Steven Tronet obtient de nombreuses places d'honneur en 2009 mais doit attendre la saison suivante pour passer de nouveau une ligne d'arrivée en vainqueur. Il parvient à ses fins au printemps quand il empoche le classement général de la Ronde de l'Oise.
Il gagne le Tour du Canton de Saint-Ciers en 2011.

#### 2012-2015: la confirmation avec l'équipe BigMat-Auber 93
Steven Tronet signe un contrat de deux ans en faveur d'Auber 93 en 2012. Pour ses débuts sous ses nouvelles couleurs, il remporte la cinquième étape  du Circuit de Lorraine et finit second du classement général de l'épreuve derrière Nacer Bouhanni. 
Il est troisième du Grand Prix de Lillers-Souvenir Bruno Comini, cinquième du classement final de Paris-Arras Tour et de la Ronde de l'Oise au premier semestre 2013. Il s'adjuge le Challenge d'or ainsi que l'Étoile d'or durant l'été. En fin de saison, il monte sur la troisième marche du Tour de Vendée seulement battu par les sprinteurs Nacer Bouhanni et Samuel Dumoulin. Il renouvelle son contrat avec son équipe pour l'année suivante.
En 2014, il entame sa troisième saison au sein de l'équipe BigMat-Auber 93 par une victoire lors du Grand Prix de Lillers-Souvenir Bruno Comini le 9 mars, et récidive la semaine suivante en remportant la course Paris-Troyes. À la fin du mois de juillet, il remporte le contre-la-montre par équipes du Tour d'Auvergne.

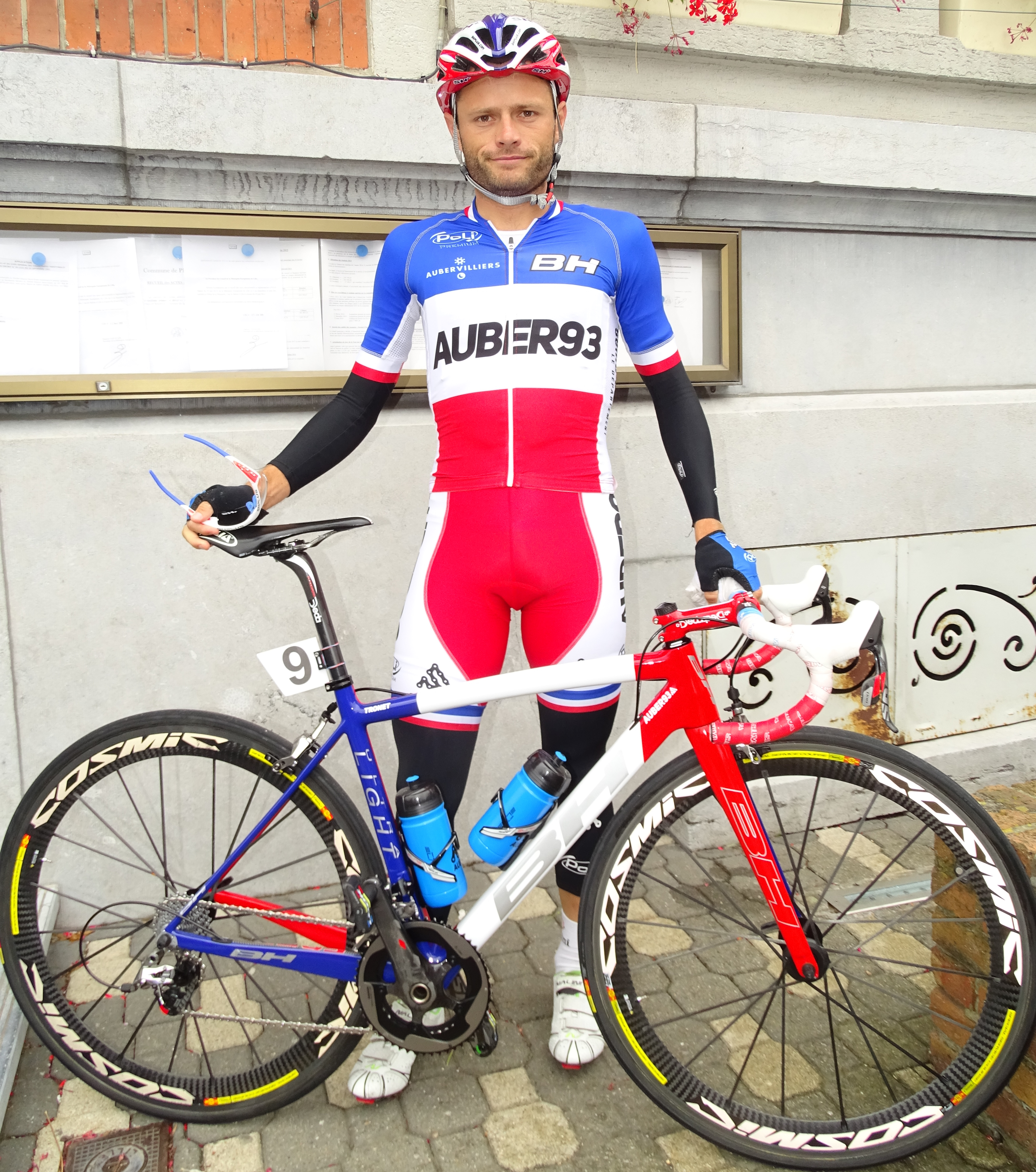
Steven Tronet arborant son maillot de champion de France sur route lors du Grand Prix de la ville de Pérenchies 2015.

Début 2015, il signe une longue échappée lors du Grand Prix d'ouverture La Marseillaise et remporte le classement des grimpeurs ainsi que le prix de la combativité de cette course. Au mois d'avril, il s'impose au sprint à l'arrivée de la deuxième étape du Circuit des Ardennes international et s'empare du maillot jaune de leader. Il doit cependant abandonner ce paletot au 
coureur lituanien Evaldas Šiškevičius dès le lendemain. En juin il obtient deux nouvelles victoires d'étapes lors de la Ronde de l'Oise, et de la Route du Sud. À la fin du mois, à Chantonnay, il remporte le championnat de France sur route, devançant au sprint Tony Gallopin et Sylvain Chavanel.

#### 2016-2018: trois années sans succès
Steven Tronet rejoint en 2016 l'équipe continentale professionnelle Fortuneo-Vital Concept. Cette arrivée dans une équipe de ce niveau lui permet de découvrir de nouvelles courses, notamment le Tour du Qatar et le Tour d'Oman, et de participer à ses premières courses World Tour dont Paris-Nice et Paris-Roubaix. Il n'est par contre pas retenu par sa formation pour participer au Tour de France. Au mois de septembre, le quotidien régional Nord Éclair annonce qu'il n'est pas conservé dans l'effectif de Fortuneo-Vital Concept. Des résultats insuffisants, ses meilleures performances étant une 8e place sur la deuxième étape de la Tropicale Amissa Bongo, une 10e sur le Grand Prix de la ville de Zottegem et une 13e sur la Route Adélie de Vitré ainsi que des problèmes personnels sont mis en avant par la direction de l'équipe pour expliquer la non-reconduction de son contrat.
Au début de l'année 2017, Steven Tronet rejoint l'équipe continentale Armée de terre. Ses meilleurs résultats durant cette saison sont une troisième place d'étape au Tour de l'Ain, la neuvième place du Tour du Limbourg et des « top 10 » lors d'étapes du Tour du Loir-et-Cher, des Boucles de la Mayenne et des Quatre jours de Dunkerque. La dissolution de l'équipe de l'Armée de Terre en fin d'année le laisse sans équipe pour 2018.
Après avoir participé au stage de l'équipe Roubaix Lille Métropole durant l'hiver, Steven Tronet s'engage fin janvier au sein de la structure continentale, six ans après l'avoir quittée. À la suite de problèmes administratifs, il obtient un accord pour courir seulement fin mars, lui permettant de prendre le départ de la Route Adélie de Vitré. Lors de cette saison, à titre personnel, il ne se distingue que lors d'une étape des Quatre Jours de Dunkerque où il termine 12e. Au terme de celle-ci, il fait partie des coureurs non conservés par l'équipe nordiste.

#### 2019: retour chez les amateurs et fin de carrière
En novembre 2018, il s'engage auprès du CC Nogent-sur-Oise en compagnie d'un autre ancien roubaisien, Thomas Joly. Discret en début de saison, il remporte au mois d’avril la première étape du Tour de Saône-et-Loire (contre-la-montre par équipes) et s'empare du maillot de leader de cette course mais l’abandonne au coureur dijonnais Jérémy Cabot dès le lendemain. Désireux d'engager sa reconversion professionnelle, il met un terme à sa carrière au mois de juin après avoir disputé une dernière fois les championnats de France sur route.

### Reconversion professionnelle
En juillet 2019, il entame une formation de trois mois pour devenir chauffeur de bus.
En 2024, il prend la succession de Patrice Demoustier à la présidence du club cycliste calaisien l'UVCC.

### Fan-club et équipe cycliste
En 2010, le fan-club du coureur a créé un club cycliste dénommé CC Steven Tronet à Ardres dans le Pas-de-Calais. Il compte une école de cyclisme et deux équipes qui participent aux épreuves en Pass loisir et Pass'Cyclism open. Le fan-club organise aussi une course annuelle, la Ch'tiven Tronet, dont la huitième édition a lieu en octobre 2015.

## Palmarès

### Palmarès sur route
- 2004
  - 3e des Boucles du Canton de Trélon
- 2005
  -  3e de la Ronde de l'Avenir
- 2006
  - Grand Prix d'Assevent
  - Grand Prix de Gommegnies
  - 2e du Grand Prix de Bavay
  - 3e de La Tramontane
- 2007
  - 2e du Trophée des champions
- 2008
  - 1re étape de la Ronde de l'Oise
- 2010
  - Classement général de la Ronde de l'Oise
- 2011
  - Tour du Canton de Saint-Ciers
  - 3e de la Route Adélie de Vitré
  - 3e des Boucles de la Mayenne
- 2012
  - 5e étape du Circuit de Lorraine
  - 2e du Circuit de Lorraine
  - 2e de Paris-Connerré

- 2013
  - Challenge d'or :
    - Classement général
    - Étoile d'or

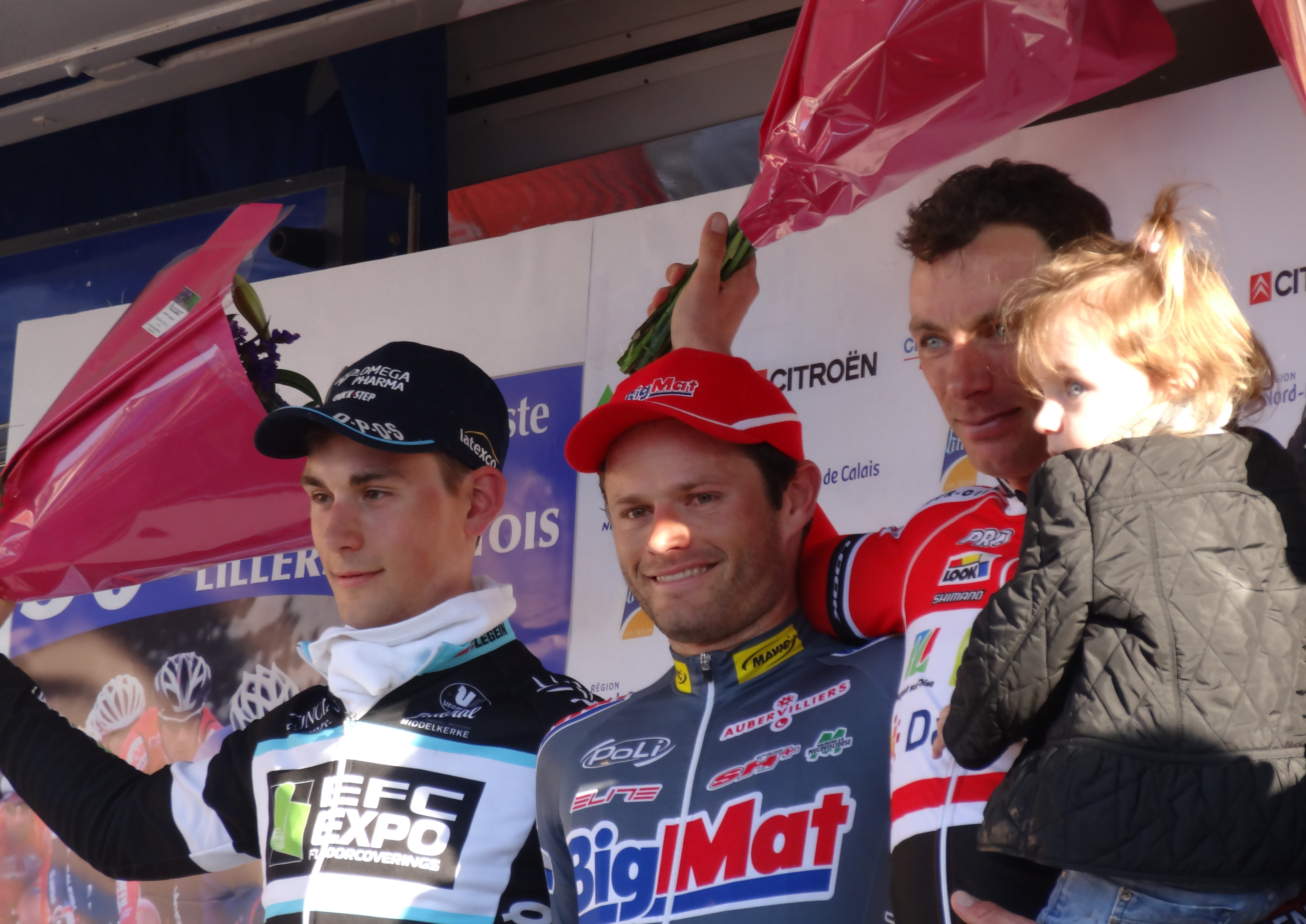
Martijn Degreve (2e), Steven Tronet (1er), et Benoît Daeninck (3e), vainqueurs de l'édition 2014 du Grand Prix de Lillers-Souvenir Bruno Comini.

  - 3e du Grand Prix de Lillers-Souvenir Bruno Comini
  - 3e d'À travers le Pays Montmorillonnais
  - 3e du Tour de Vendée
- 2014
  - Grand Prix de Lillers-Souvenir Bruno Comini[9]
  - Paris-Troyes
  - 3e étape du Tour d'Auvergne (contre-la-montre par équipes)
- 2015
  -  Champion de France sur route
  - 2e étape du Circuit des Ardennes international
  - 2e étape de la Ronde de l'Oise
  - 1re étape de la Route du Sud
  - 2e des Boucles de l'Aulne
  - 3e de la Ronde de l'Oise
- 2019
  - 1er étape du Tour de Saône-et-Loire (contre-la-montre par équipes)

### Classements mondiaux
| Année           | 2005 | 2006 | 2007 | 2008 | 2009 | 2010 | 2011 | 2012 | 2013 | 2014 | 2015 | 2016 | 2017 |
| --------------- | ---- | ---- | ---- | ---- | ---- | ---- | ---- | ---- | ---- | ---- | ---- | ---- | ---- |
| UCI Europe Tour | 930e | nc   | 488e | 383e | 323e | 217e | 164e | 71e  | 156e | 141e | 55e  | 762e | 749e |